# Excédent brut d'exploitation
Pour les articles homonymes, voir EBE (homonymie).
L'excédent brut d'exploitation (EBE) d'une entreprise, également nommé bénéfice brut d'exploitation (en anglais : gross operating surplus, GOS, ou encore EBITDA), est un solde intermédiaire de gestion. Il correspond à la ressource d'exploitation (après paiement des cotisations sociales de personnel mais avant les dotations aux amortissements) dégagée au cours d'une période par l'activité principale de l'entreprise.
L'excédent brut d'exploitation ne prend en compte que les produits et charges d'exploitation « décaissables », c'est-à-dire donnant lieu à un mouvement de caisse. Les provisions et amortissements, et autres transferts d'un exercice à l'autre, ne sont pris en compte qu'au niveau du résultat d'exploitation.
Ce terme est utilisé en comptabilité générale mais aussi en comptabilité nationale, où il s'applique à tous les secteurs institutionnels résidents.

## Description et usages
L'EBE permet à la fois de rémunérer et de verser aux apporteurs de capitaux (banquiers et actionnaires) les dividendes et les intérêts bancaires de l'année, tout en développant l'entreprise en investissant[réf. nécessaire].
Le résultat net, lui, ne permet pas de mesurer la capacité d'autofinancement car ce n'est que le calcul du revenu des actionnaires, directement distribué dans l'année sous forme de dividende annuel ou affecté à la mise en réserve, les actionnaires acceptant de différer dans le temps la perception de leurs dividendes.
Pour mesurer l'entière capacité d'autofinancement des investissements, il faut prendre le bénéfice brut d'exploitation, dont on déduit les provisions pour risque et l'amortissement, terme comptable désignant l'annualisation de ces investissements. Sont déduits aussi les intérêts bancaires et l'impôt sur les sociétés.
La capacité d'autofinancement peut aussi être calculée en se référant à un autre indicateur, la marge brute d'autofinancement, qui est égale au bénéfice brut d'exploitation diminué des intérêts bancaires et de l'impôt sur les sociétés. Cette marge brute d'autofinancement présente l'inconvénient d'exclure le coût du crédit, lorsque celui-ci est lié aux investissements de l'entreprise. Son utilisation relève de l'approche patrimoniale des normes comptables destinées à protéger les actionnaires minoritaires, en interprétant le coût du crédit comme le prix à payer pour limiter l'apport des actionnaires en capitaux propres, plutôt que comme l'un des coûts d'investissement assumés par toutes les parties prenantes de l'entreprise (fournisseurs, clients et salariés).
Certains financiers[Lesquels ?] calculent un excédent net d'exploitation en déduisant simplement l'impôt sur les bénéfices de l'excédent brut d'exploitation. C'est l'équivalent d'une marge brute d'autofinancement augmentée des intérêts bancaires, et n'a rien à voir avec le résultat d'exploitation qui lui n'inclut pas l'amortissement des investissements.

## Mode de calcul en comptabilité privée
L'EBE est un des soldes intermédiaires de gestion calculé à partir du compte de résultat.
L'excédent brut d'exploitation est le solde généré par l'activité courante de l'entreprise, sans prendre en compte sa politique d'investissement ni sa gestion financière.
Cet indicateur donne une vision objective de l'entreprise, et permet de déterminer la viabilité, et si possible la rentabilité, de son exploitation courante.
Pour que la discussion de l'excédent brut d'exploitation (EBE) soit pertinente, il faut pouvoir le comparer à d'autres indicateurs. Le ratio EBE/capitaux investis permet d'obtenir la rentabilité économique du capital engagé, et de mesurer la productivité des investissements réalisés. Le ratio EBE/CA permet d'évaluer la maîtrise des coûts de l'entreprise.

### Directement
L'EBE peut se calculer directement en faisant la différence entre les produits encaissables et les charges décaissables relevant de l'activité principale de l'entreprise. Sur le plan comptable, l'excédent brut d'exploitation est la somme de tous les comptes 70 à 74, moins la somme de tous les comptes 60 à 64.
Notons qu'un produit encaissable est potentiellement générateur d'une recette et qu'une charge décaissable est potentiellement génératrice d'une dépense. À l'inverse, un produit calculé ou une dépense calculée n'engendrent pas de flux monétaire.
La logique de base de ce calcul est celle d'une comptabilité de caisse : à la fin de l'année, par suite de l'exploitation de l'entreprise, la richesse aura augmenté de ce qui est rentré dans la caisse, moins ce qui en est sorti. L'EBE raffine cette notion en imputant sur l'exercice non pas seulement les mouvements de caisse, mais également les produits et charges constatés par avance. Un EBE négatif signifie en tout état de cause que l'activité est une perte d'argent.

### À partir de la valeur ajoutée
Pour calculer l'EBE, on ajoute à la valeur ajoutée les subventions d'exploitation, et on en retranche les charges de personnel, ainsi que les impôts, taxes et versements assimilés (ITVA).
Valeur ajoutée
+ Subventions d'exploitation
- Salaires
- Impôts sur la production
= EBE
La logique de ce calcul  relève de l'économie politique ; elle revient à évaluer l'intérêt de l'activité pour la société, en mettant en regard ce que l'entreprise apporte à la société par rapport à son coût social. Ce dernier s'apprécie à travers les salaires (mobilisation d'un travail humain), et les ITVA (contribution de l'entreprise au service public commun dont elle profite). Ce que l'entreprise apporte à la société s'apprécie par sa valeur ajoutée (intérêt économique), et les subventions d'exploitation (contribution de la société au fonctionnement de l'entreprise) qui découlent d'un intérêt politique à voir cette activité se maintenir ou prospérer.
Un EBE négatif doit conduire la communauté à augmenter la subvention d'exploitation pour maintenir l'activité à flot, si l'activité est jugée socialement nécessaire, ou à accepter de la voir disparaître.

## En comptabilité nationale
En comptabilité nationale, l'excédent brut d'exploitation est le solde du compte d'exploitation. Pour les sociétés, il est égal à la valeur ajoutée, diminuée de la rémunération des salariés, des autres impôts sur la production et augmentée des subventions d'exploitation. Pour les entreprises individuelles, le solde du compte d'exploitation est le revenu mixte. L'excédent d'exploitation peut être calculé net, si l'on retranche la consommation de capital fixe.
Valeur ajoutée
+ Subventions d'exploitation
- Salaires et traitements bruts
- Cotisations sociales effectives à la charge des employeurs
- Cotisations sociales imputées à la charge des employeurs
- Impôts sur la production (impôts sur les salaires et la main-d'œuvre et impôts divers sur la production)
= EBE (ou « EBE et revenu mixte » pour les ménages)
L'EBE est, avec les salaires et traitements bruts et les revenus de la propriété, l'une des principales ressources du Compte d'affectation des revenus primaires.

## Fiscalité
Le projet de loi de finances 2014 crée un nouvel impôt sur l'excédent brut d'exploitation (EBE), dont la dernière version serait un "excédent net", calculé en déduisant l'amortissement comptable, pour ne pas taxer l'investissement des entreprises et en exonérant les PME. Le nouvel impôt taxerait donc le bénéfice net mais aussi les provisions comptables et les intérêts versés aux créanciers, à une époque où les grandes entreprises cotées en Bourse ont tendance à s'endetter pour réduire leurs capitaux propres.